# Véghelyi Georgina
Véghelyi Georgina, születési és 1861-ig használt nevén Kratochwill Zsuzsanna (Szlovákia, 1837. október 30. – Bécs, 1910. január 12.) Vajda János költő szerelme, cirkuszművésznő.

## Élete
Cseh eredetű családban született. 1857-ben ismerkedett meg a nála 10 évvel idősebb Vajda Jánossal (1827–1897), aki olthatatlan szerelemre gyulladt iránta. A 20 éves nő azonban, hiába közeledtek hozzá udvarlói és kérői, lenézte mindegyiket, szánakozva tekintett a költőre is, és irtózott a polgári életmódtól. Szépsége olyan tündöklő volt, hogy mikor az egyik Esterházy herceg 1860-ban meglátta, Bécsbe költöztette, palotával ajándékozta meg, ékszerekkel halmozta el, szolgaszemélyzetet tartott számára, nyelvekre taníttatta. A nő ekkor már Véghely Georgina néven milliomosnővé vált. A hercegtől később nagy vagyont örökölt, de egyik kedvese elcsavarta a fejét. Barátjával cirkuszt szervezett. Az Oroszy-cirkusz Szentpétervártól Párizsig bejárta egész Európát, a nő is fellépett mint műlovarnő. A vállalkozás végül anyagi romlásba, teljes szegénységbe vitte.
1882-ben Georgina mindenéből kifosztva élt az osztrák fővárosban, olykor pénzkérő levelekkel ostromolta a költőt, felajánlva azt is, hogy házvezetőnője lesz. A költő beszélt vele Bécsben, megdöbbenve látta züllését, némi pénzt adott egykori eszményképének. Az öregedő nő szobaasszony lett az egyik bécsi bérházban, artistákat fogadott szállásra, ő maga a konyhában lakott, kínos betegség gyötörte.
Vajda János 1897-ben hunyt el. Volt szerelmével a halála előtti évben, 1896-ban találkozott utoljára. A szerencsétlen nő arra kérte levelében, menjen el érdekében a királyhoz, kérjen számára két lovat, mert faluról falura járva be akarja mutatni lovaglóművészetét. A költő tíz forintot küldött neki Bécsbe. Néhány nap múlva Georgina Budapestre érkezett, a költő borzadva pillantott rá: a híres szépségből szörnyű külsejű öregasszony lett. A kipirosított arcú nő ezután visszatért Bécsbe; később tudatta a költőt, hogy házmesternő lett az egyik külvárosi házban. Kratochwill Georgina 13 évvel élte túl.
A sors fintora, hogy Kratochwill Georgina Bécsben az 1890-es években véletlenül megismerkedett Vajda János volt feleségével, Bartos Rozáliával (1861–1933). Jó viszony alakult ki köztük, és a nő halálakor egyedül Bartos Rozália vett részt a temetésen. Kratochwill Georgina 1910-ben hunyt el 73 éves korában egy bécsi kórházban.

## Hatása Vajda Jánosra
Vajda János szerelmi költészetének meghatározó részét az általa Giná-nak nevezett nőhöz írt két ciklus (Szerelem átka ciklus 1854; Gina emléke ciklus 1856), illetve a visszaemlékezés költeményei teszik ki (A kárhozat helyén 1872; Húsz év múlva 1876; A feledhetetlenhöz 1882; Harminc év után 1892).

## Egyéb irodalom
- Kerekes György: Vajda János élete és munkái, Országos Irodalmi Részvénytársaság, Budapest, 1901